# Будинок довгих тіней
«Будинок довгих тіней» (англ. House of the Long Shadows) — англійський фільм жахів 1983 року.

## Сюжет
Один маловідомий письменник, на ім'я Кеннет Магі, який зовсім недавно почав свою кар'єру, спорить зі своїм видавцем на 20 тисяч доларів, що зможе за 24 години написати роман. Єдине, що йому для цього необхідно тихе і затишне місце, бажано безлюдне. Таким місцем виявився один покинутий замок в Уельсі. Але прибувши туди Кеннет розуміє, що цей замок не зовсім безлюдний, а місцями навіть дуже небезпечний.

## У ролях
| Актор               | Роль               |
| ------------------- | ------------------ |
| Вінсент Прайс       | Ліонель Грайсбен   |
| Крістофер Лі        | Корріган           |
| Пітер Кашинг        | Себастьян Грайсбен |
| Дезі Арназ молодший | Кеннет Магі        |
| Джон Керрадайн      | Лорд Елай Грайсбен |
| Шейла Кіт           | Вікторія Грайсбен  |
| Джулі Пісгуд        | Мері Нортон        |
| Річард Тодд         | Сем Еллісон        |
| Луїза Інгліш        | Діана Колдер       |
| Річард Гантер       | Ендрю Колдер       |
| Норман Россінгтон   | начальник станції  |